# Station Bomal
Station Bomal is een spoorwegstation langs spoorlijn 43 in Bomal, een deelgemeente van de stad Durbuy.
Sinds 1 juli 2014 zijn de loketten van dit station gesloten en is het een stopplaats geworden.

## Treindienst
| Serie       | Treinsoort            | Route | Bijzonderheden             |
| ----------- | --------------------- | --- | -------------------------- |
| L 5550      | L-trein (NMBS)        | Liers – Luik-Guillemins – Rivage – Bomal – Marloie                                                                            |                            |
| P 7670/8670 | Piekuurtrein (NMBS)   | [ Namen – Sart-Bernard ] / [ Rochefort-Jemelle – [ Libramont ] / [ Bomal – Rivage – Luik-Guillemins – Luik-Sint-Lambertus ] ] | Rijdt alleen op werkdagen. |
| ICT 6945    | Toeristentrein (NMBS) | Liers – Luik-Guillemins – Rivage – Bomal – Marloie                                                                            | Rijdt in juli en augustus. |

## Galerij

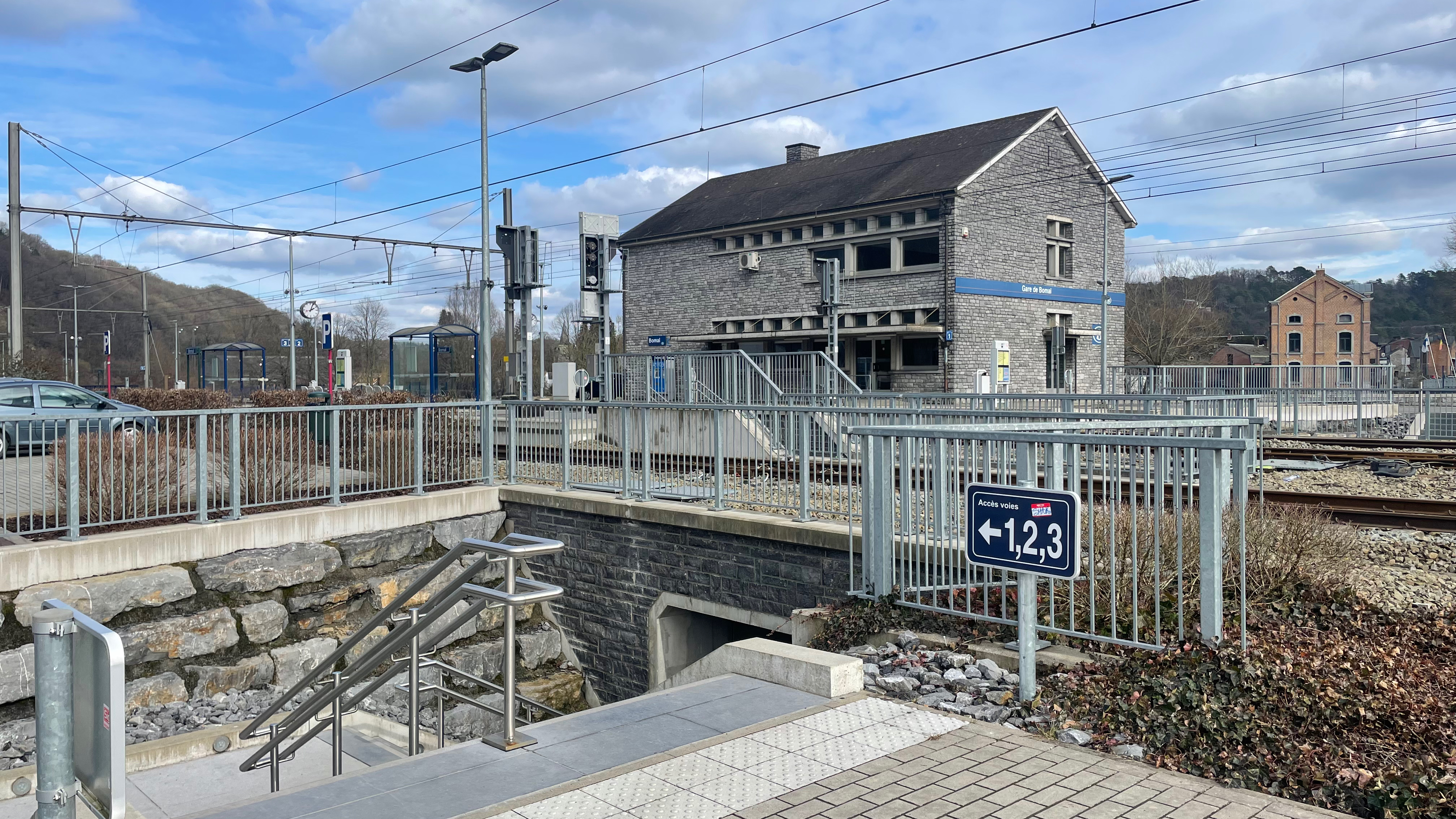
Het station in 2023
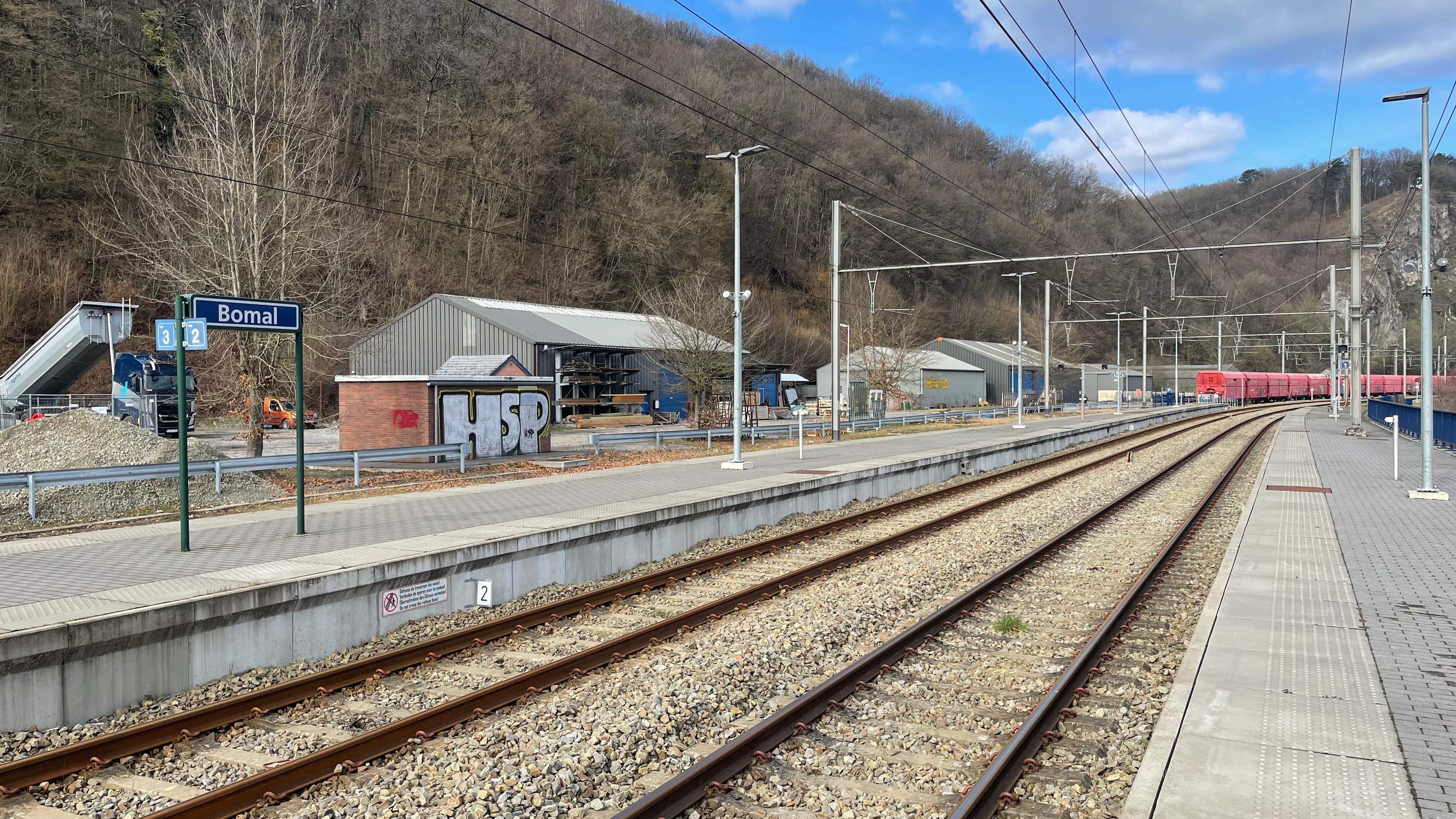
Zicht op het perron
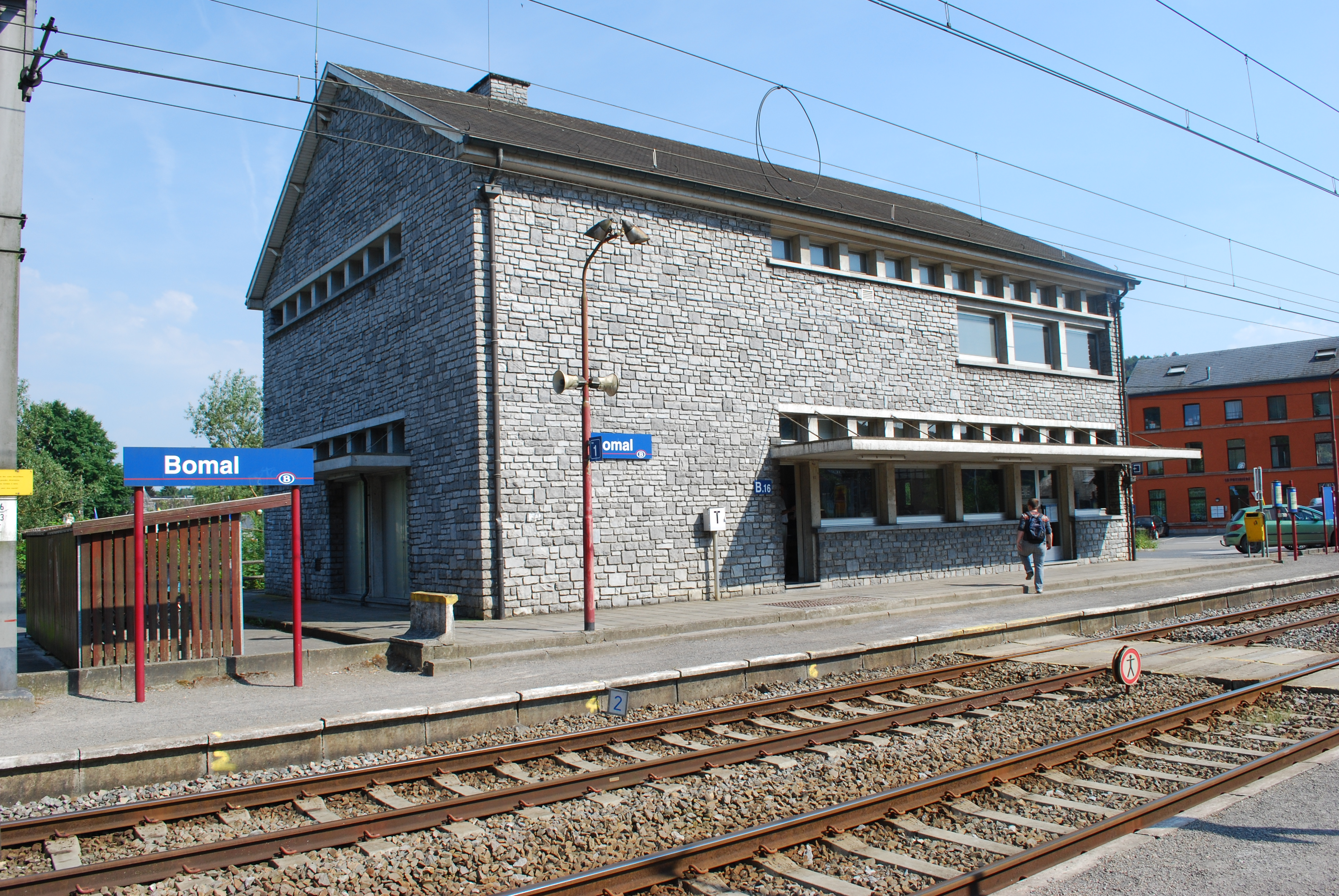
Het stationsgebouw

## Reizigerstellingen
De grafiek en tabel geven het gemiddeld aantal instappende reizigers weer op een week-, zater- en zondag.
| Tabel: aantal instappende reizigers station Bomal | Tabel: aantal instappende reizigers station Bomal | Tabel: aantal instappende reizigers station Bomal | Tabel: aantal instappende reizigers station Bomal |
|                                                   | Weekdag                                           | Zaterdag                                          | Zondag                                            |
| ------------------------------------------------- | ------------------------------------------------- | ------------------------------------------------- | ------------------------------------------------- |
| 1977                                              | 198                                               | 60                                                | 159                                               |
| 1978                                              | 270                                               | 87                                                | 122                                               |
| 1979                                              | 222                                               | 91                                                | 86                                                |
| 1980                                              | 237                                               | 73                                                | 99                                                |
| 1981                                              | 225                                               | 66                                                | 73                                                |
| 1982                                              | 229                                               | 86                                                | 79                                                |
| 1983                                              | 336                                               | 98                                                | 84                                                |
| 1984                                              | 332                                               | 108                                               | 150                                               |
| 1985                                              | 300                                               | 89                                                | 167                                               |
| 1986                                              | 274                                               | 92                                                | 98                                                |
| 1987                                              | 211                                               | 74                                                | 119                                               |
| 1988                                              | 249                                               | 116                                               | 165                                               |
| 1989                                              | 236                                               | 112                                               | 182                                               |
| 1990                                              | 196                                               | 86                                                | 155                                               |
| 1991                                              | 211                                               | 73                                                | 128                                               |
| 1992                                              | 255                                               | 108                                               | 154                                               |
| 1993                                              | 196                                               | 51                                                | 138                                               |
| 1994                                              | 175                                               | 50                                                | 150                                               |
| 1995                                              | 163                                               | 52                                                | 83                                                |
| 1996                                              | 163                                               | 62                                                | 131                                               |
| 1997                                              | 205                                               | 54                                                | 132                                               |
| 1998                                              | 213                                               | 36                                                | 144                                               |
| 1999                                              | 185                                               | 56                                                | 102                                               |
| 2000                                              | 167                                               | 57                                                | 104                                               |
| 2001                                              | 182                                               | 52                                                | 78                                                |
| 2002                                              | 194                                               | 68                                                | 103                                               |
| 2003                                              | 202                                               | 71                                                | 138                                               |
| 2004                                              | 218                                               | 76                                                | 126                                               |
| 2005                                              | 189                                               | 64                                                | 119                                               |
| 2006                                              | 259                                               | 73                                                | 161                                               |
| 2007                                              | 258                                               | 72                                                | 170                                               |
| 2008                                              | -                                                 | -                                                 | -                                                 |
| 2009                                              | 243                                               | 97                                                | 119                                               |
| 2010                                              | -                                                 | -                                                 | -                                                 |
| 2011                                              | -                                                 | -                                                 | -                                                 |
| 2012                                              | 248                                               | 55                                                | 119                                               |
| 2013                                              | 229                                               | 105                                               | 172                                               |
| 2014                                              | 262                                               | 154                                               | 159                                               |
| 2015                                              | 247                                               | 93                                                | 88                                                |
| 2016                                              | 230                                               | 67                                                | 103                                               |
| 2017                                              | 246                                               | 82                                                | 110                                               |
| 2018                                              | 222                                               | 91                                                | 90                                                |
| 2019                                              | 236                                               | 65                                                | 112                                               |
| 2020                                              | 184                                               | 58                                                | 89                                                |
| 2021                                              | -                                                 | -                                                 | -                                                 |
| 2022                                              | 300                                               | 60                                                | 102                                               |
| 2023                                              | 201                                               | 153                                               | 100                                               |
| 2024                                              | 275                                               | 109                                               | 142                                               |

0,0: Angleur ·
1,2: Streupas ·
2,7: Sauheid ·
4,7: Colonster ·
5,3: Sainval ·
6,9: Tilff ·
10,2: Méry ·
11,6: Hony ·
12,6: Esneux ·
14,2: Souverain-Pré ·
15,2: La Gombe ·
16,3: Poulseur ·
18,0: Chanxhe ·
20,1: Rivage ·
21,0: Comblain-au-Pont ·
23,4: Comblain-la-Tour ·
29,4: Hamoir ·
33,4: Sy ·
37,1: Bomal ·
40,4: Barvaux ·
44,2: Biron ·
49,9: Melreux-Hotton ·
54,0: Marenne ·
58,7: Marche-en-Famenne ·
62,0: Marloie